# V356 Весов
V356 Весов (лат. V356 Librae) — одиночная переменная звезда в созвездии Весов на расстоянии приблизительно 1402 световых лет (около 430 парсеков) от Солнца. Видимая звёздная величина звезды — от +12,6m до +12,1m.

## Характеристики
V356 Весов — оранжевый карлик, вращающаяся переменная звезда типа BY Дракона (BY) спектрального класса K5V. Эффективная температура — около 3200 К.